# Спасс-Торбеево
Спасс-Торбе́ево — деревня в Сергиево-Посадском районе Московской области в составе сельского поселения Лозовское.
Расположена вдоль небольшой реки Козелки. Окружена со всех сторон полями и лесом. К коренным жителям относятся семьи Гурьяновых и Романовых. Ближайший населённый пункт — деревня Зубцово (3,5 км).

## Население
| 1859 | 1886 | 1890 | 1899 | 1926 | 2002 | 2006 | 2010 |
| ---- | ---- | ---- | ---- | ---- | ---- | ---- | ---- |
| 159  | ↗175 | ↗181 | ↘174 | ↘114 | ↘0   | →0   | →0   |

## История
1516 год. Впервые упомянута в документах 1516 года и принадлежала вотчиннику Матвею Торбееву, от которого и произошло название деревни.
1623 год. Торбеево — деревня на речке Козелке, Московского уезда, стана Воря и Корзенев, старинное владение Степана Ивановича Торбеева и его племянника — Богдана Корнильевича, до них селение принадлежало Андрею Торбееву. В деревне было 2 двора вотчинника и жили его деловые люди
1678 год. деревней Торбеево по обе стороны реки Козелки владеет Иван Петрович Чаплин, в деревне двор вочтинника с 10 деловыми людьми и 3 двора крестьянских, в которых 18 человек крестьян и бобылей.
1704 год. Торбеево — сельцо стольника царицы Прасковьи Феодоровны князя Юрия Фёдоровича Шаховского. В сельце — двор вотчинника, скотный и крестьянский двор.
1705—1710 гг. в Торбеево строится деревянная церковь Спаса нерукотворного образа
В начале XVIII столетия новым владельцем становится князь Юрий Фёдорович Шаховский, стольник царицы Прасковьи Феодоровны. Примечательно, что приблизительно тогда, когда он вступил во владение его сестра вышла замуж за царского шута Ивана Пименовича Шанского.
Очевидно обладая достаточным состоянием, Шаховский начинает вкладывать средства в развитие деревни. Так в 1710 г. была построена деревянная Спасская церковь с деревянной колокольней. Известно, что к 1930-м годам храм был разобран, брёвна от него были использованы на силосную башню в коммуне «Лычево». Сохранился лишь каменный фундамент на кладбищенском холме.
В ведомости князя Шаховского деревня не задержалась надолго, так по документам известно, что на рубеже XVIII—XIX вв. село перешло во владение семьи Нестеровых, владевших также деревнями Камшиловка, Середниково, Поливаново, Лычёво и Зубцово. Новыми хозяевами были надворный советник Александр Матвеевич Нестеров и его жена Александра Афанасьевна, урождённая Гончарова, двоюродная прабабка Натальи Гончаровой-Пушкиной. У них было трое детей: старший сын Афанасий и две дочери — Александра и Варвара. К середине XIX столетия, после смерти дочерей Нестерова, Камшиловка со всеми другими имениями переходит во владение дочерей сына Афанасия — Александре и Татьяне. Согласно картам от 1850 года обозначается как барская усадьба Торбеево-Спасское.
Вскоре сестры выходят замуж и продают Камшиловку. Татьяна выходит замуж за князя Урусова Сергея Семеновича и переезжает с ним в Спас-Торбеево. Таким образом, Спас-Торбеево перешло к младшей ветви князей Урусовых. В 1860 г. в чине полковника младший Урусов подал в отставку и уехал в Спасское с молодой женой, посвятив больше времени своим любимым шахматам.

## Л. Н. Толстой в Спас-Торбееве
Во время обороны Севастополя (1853—1856 годах), Сергей Семенович Урусов знакомится со Львом Николаевичем Толстым — они подружились.
В письме к «Шведским поборникам мира» (1899 год) Лев Толстой описывает эпизод, связанный с С. С. Урусовым во время Крымской войны: «Я помню, во время осады Севастополя я сидел у адъютанта Сакена, когда в приёмную вошёл князь С. С. Урусов, очень храбрый офицер, большой чудак и вместе с тем один из лучших европейских шахматных игроков того времени. Он сказал, что имеет дело до генерала. Через десять минут Урусов прошёл мимо нас с недовольным лицом. Провожавший его адъютант вернулся к нам и, смеясь, рассказал, по какому делу Урусов приходил к Сакену. Он приходил за тем, чтобы предложить вызов англичанам сыграть партию в шахматы на передовую траншею перед 5-м бастионом, несколько раз переходившую из рук в руки и стоившую уже нескольких сот жизней».
В 1889 году Толстой приезжает в Спасское, где знакомиться с женой своего друга — Татьяной Афанасьевной Урусовой, которую неизменно упоминает в своих письмах: «Передайте мой поклон княгине и благодарность за то, что она так добра к нам…» (письмо от 21.02. 1876) «Очень благодарен княгине и ещё больше люблю и уважаю её…» (письмо от 30. 05. 1878) « Я спрашивал о вас и знал, что вы и княгиня живы и здоровы… приезжайте, как и когда вздумаете и когда вам будет можно…» (письмо от 12. 1879).
Во время пребывания в имении друга Толстой совершает длительные, на расстояние до десяти километров, пешие прогулки по окрестным селениям, знакомится с условиями жизни местных крестьян. Он посещает близлежащие деревни Зубцово, Лычёво, Кобылино, Охотино, Ерёмино, Новосёлки — деревни, существующие и по сей день. Во время своего визита Толстой продолжает плодотворно работать над комедией «Плоды просвещения», произведением «Крейцерова соната», статьёй «Об искусстве».

## Деревянная церковь
Деревянная церковь в Спас-Торбеево (не сохранилась) описана Московским археологическим обществом так:
1. Квадратная, одноэтажная.
2. Алтарь церкви с 1 полукружием из 4 граней.
3. В вышину до 30 аршин, в длину до 30 аршин в ширину до 9 аршин.
4. Алтарь на летний восток.
5. Имеет обшивку тесом, резьбой не украшена.
6. Деревянная из толстого леса. Галереи нет.
7. Карниз из дерева в виде широкого пояса с (неразборчиво)
8. Ниже крыши храма подзор зубчатый из теса.
9. Шатровая; на трапезе на два ската, а на настоящей — 8 граней. На деревянных стропилах покрыта железом. Выкрашена медянкой, последний раз 1883 года. Не старая, покрышка не состоит из ряда кокошников, ни наружних, ни скрытых.
10. Фонаря особого нет. На крыше шея, а на ней глава, шея гладкая, без украшений и резьбы.
11. На ней одна глава, покрыта железом, окрашена лазурью.
12. Крест на главе жёлтый, окрашенный под медь, восьмиконечный. Есть 4 цепи спускающиеся на главу. Обыкновенный на подножии полулуны.
13. Окна широкие в 4 угла, помещённые под цоколем с одной южной стороны. В алтаре их два; в один свет, в виде осьмигранного круга ещё выше их ближе к крыше. Два небольших окна с северной и южной стороны, четырёхугольные, висячих арок нет, кокошников нет. Наличники гладкие, отливов не имеют. Решётки жёлтые с прямыми перемычками. Ставен нет, стекла белые, простые. В трапезе 3 окна такие же как в настоящей с такими же решётками. Всех их окон 10 (десять).
14. Дверей две расположены с западной и южной стороны, досчатые, листами не обиты, покрыты одним колером без живописных украшений, наличники гладкие, надписей нет, петли на дверях простые.
15. Кроме западного, с южной стороны вход в виде теремка.
16. С одной стороны, камнями с резьбою или надписями нет.
17. Церковь устроена в виде квадратной палаты. Алтарь от храма отделяется деревянною стеною с двумя пролётами (двери царские и одна боковая). Придел один. Трапеза устроена в виде палаты. Особых приделов в трапезе нет.
18. В трапезе сводов нет, а есть потолок на балках. В храме свод полукруглый в 8 гран, устроен на стенах. Для резонанса горшков нет.
19. Столбов в храме нет.
20. Лепных украшений в храме нет на столпах. Выходов на хоры или на колокольню нет. Для помещения ризницы нет особого помещения. У западной стены есть две лавочки деревянные. Голосников нет.
21. Пол везде одинаковый — деревянный.
22. Алтарь одночастный. Сводов нет, а простой деревянный потолок на столбах. Голосников нет. 2 угольчатых широких окна. Помост возвышен против храма на одну ступень. Никаких изменений, поправков в нём не было, кроме окраски пола, которая была в 1883 году.
23. Престол деревянный. Возвышен прямо от пола. Ширина его 1 аршин, 5 вершиков; длина — 1 аршин 4,5 вершиков. Никакими листами не обложен, никаких изображений и надписей на нём нет.
24. Жертвенник в одной части с престолом деревянный. Вышина его 1 аршин 7 вершков, ширина 1 аршин 2 вершка.
25. Иконостас с небольшими колоннами, из дерева не резной, окрашен голубой краской, с позолотой по карнизам, колонками. Имеет 5 ярусов. Колонки то резкие, то витые, гладкие, то украшены резьбой, изображающей лозы с листьями и кистями винограда, все позолочено. По обеим сторонам два столба резных, позолоченных, вверху подзор резной сквозь, позолоченный в нём вставлен образ живописный «Тайная вечеря». На дверях нет приставных клейм в виде церкви. Форма верхушки резная малая коронка.
26. Солея от одного клироса до другого устроена деревянная, выше помоста она на одну ступеньку, решёткой не отделена.
27. Амвон деревянный. Стен (?) над ним нет.
28. Клиросы устроены просто, обведены только решёткой, поверх Ея поставлены только образа, вместо застенок.
29. Звонниц нет. ? чугунных нет, кроме сторожевой чугунной доски.
30. Колокольня построена вместе с церковью. Столпообразная, деревянная, с полукруглую кровлею, покрыта железом, окрашенным медянкой. Поверх кровли шпиль обитый белой жестью, на нём яблоко и крест железный. Никаких изображений и старых надписей нет.
31. Колоколов в настоящее время на колокольне нет; они перенесены на колокольню при каменной церкви. Было четыре колокола небольших без надписей особенных и времени неизвестных. Только на одном большом в 32 пуда есть надпись «лавочника Самгина 1856 года».
32. Стены церковные ничем не расписаны и не оштукатурены, а окрашены по бумаге, в трапезе — голубым, а в храме — розовым колером.
33. Иконы в иконостасе, алтарь по стенам старого письма русского без надписей, только на одной иконе есть надпись, а именно: на запрестольной «Знамения Божией Матери» следующая: лета 1713 декабря 6 дня Святые Троица Сергиева монастыря архимандрит Сильвестр по обещанию своему в вотчину князя Юрия Федоровича Шаховского в село Спасское в новозданную церковь образ Знамения Прст. Б. запрестольный дан вклад в веки неподвижно, а мерой подобле сей образ каков в великом Новгороде самой Чудотворной". Сзади изображаются Св. Стефанида и Св. Гликерия другого письма. Имени мастера и годов написания нет. Есть иконы написанные на полотне в рамах простых, а то на досках без рам. Дальнейшее сохранение их обеспечено.
34. Есть в церкви икона местночтимая Владимирская Б. М., которая в 50-х годах проявляла благодатные недужным врачества, и к которой было стечение народа не мала. Икона до 7 вершков в квадрате на деке деревянной. Была в церкви как ветхая, была поновлена по старому письму и украшена серебром, позлаченой ризой с несколькими поддельными камнями.
35. В иконостасе находятся из древних икон изображения. Свт. Отца, Спасителя, Б. М., Предтечи, пророков, апп., святителей и прочих и сохраняется в своём первобытном виде. Только образ Нерукотворный переписан близкого к современности живописью, но когда и кем — неизвестно.
36. Есть старинный потир, при нём дискос, звездица, блюдца, сделаны из олова, ничем не украшены, надписей не имеют. Ложица есть из олова. Ковчег есть для запасных Даров, сделан из олова, ничем не украшен. Есть ещё два сосудца малых для вина и елеа при благословении хлебов. Прочего ничего старинного нет, кроме ещё старинной разносной дароносицы, в ней маленькая чаша, ложица, все из олова. И венцы брачные из латуни, без особых украшений.
37. Фелонь старинная есть. Сшита из тонкого белого холста с набивными красными оплечьями. С таки же крестом.
38. Синодик есть, в который записан род храмоздателя Князя Шаховского. Следовательно, со времён построения храма он и начинается.
39. Особо интересных предметов не видно для фотографий.[15]

## Церковь образа Спаса Нерукотворного

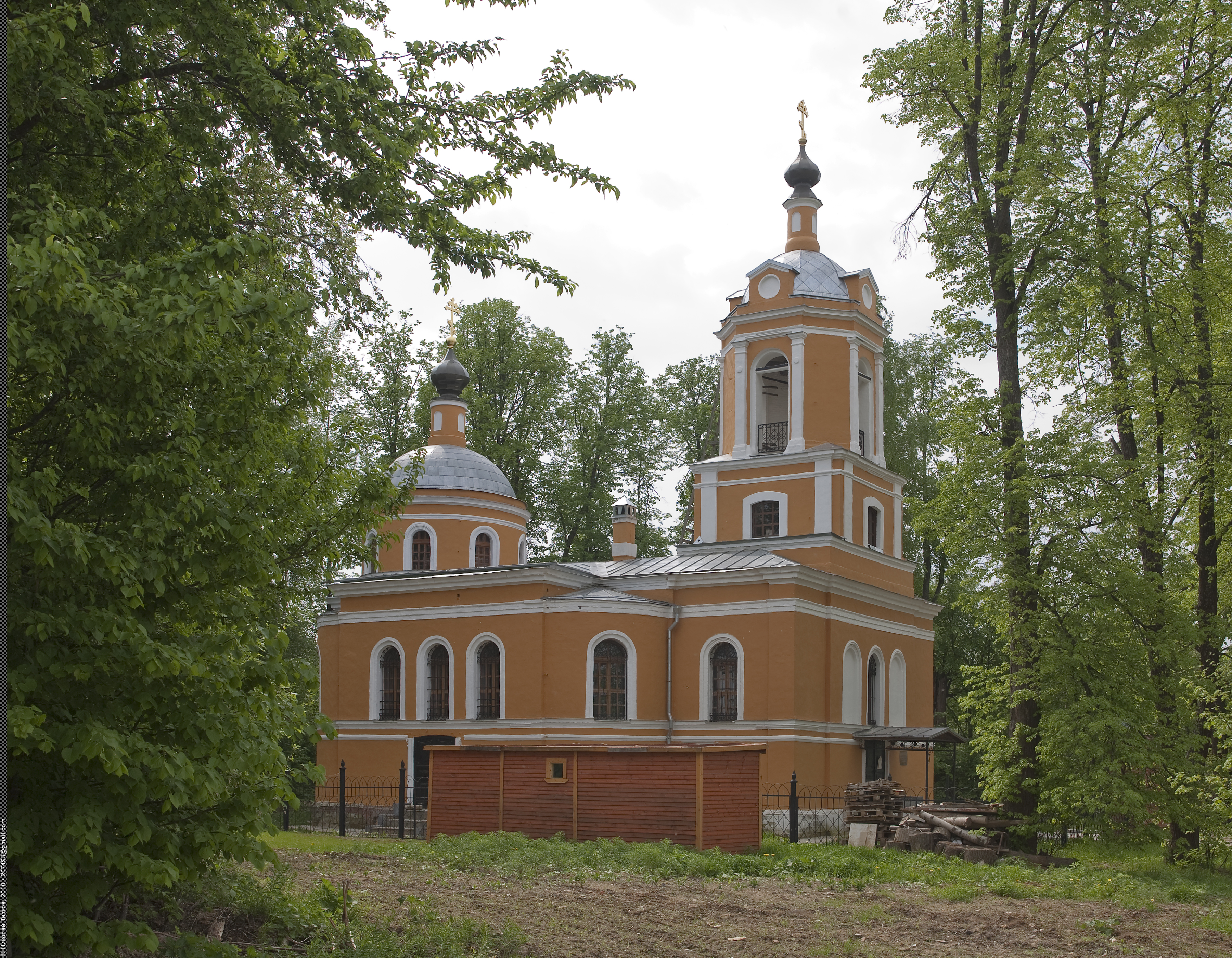
Церковь Спаса Нерукотворного Образа

Каменная церковь образа Спаса Нерукотворного (сохранилась до наших дней) была построена в 1866 году по первоначальному проекту от 1832 года.
Церковь была сложена из кирпича, цоколь и карнизы выложены белым камнем — известняком. В основу храмовой застройки был положен квадрат, однако, за счёт сильно выступающих апсид с юго-востока, он принимает прямоугольную в плане форму. Особенностью архитектуры является барабан, перенесённый строителями из центрального подкупольного пространства между центральными столбами в алтарную часть. Над притвором в западной части была надстроена трёхступенчатая башня-колокольня, в которую можно попасть с боковой лестницы.
Внутри храм поделён на легко читаемые три продольных пространства — центральный неф и два боковых. Два столба сильно сдвинуты к западной стене, образуя узкий проход в северный и южный нефы. Восточная часть делится на три части — центральный алтарь и два боковых придела, один из которых посвящён иконе Божьей матери «Всех скорбящих радость» и Св.муч. Татьяне, посвящённой жене С. С. Урусова.
По некоторым данным украшением храма занималась дочь Урусова — Лидия Сергеевна, которая в возрасте 16 лет умерла от чахотки и была похоронена в подклети под церковью в 1869 году.

## Священнослужители
Притч церковный состоял из священника и диакона на псаломщицкой вакансии.
С 1875 г. священником при Спасском храме был Михаил Виноградов (род. в 1839 в Московской губернии). В 1860 г. окончил Вифанскую Духовную семинарию с аттестатом 2 разряда. В 1862 г. произведён ов священника к Спасскому храму с. Свинорово Звенигородского уезда (в наше время с. Свинорье Наро-Фоминского района). В 1866 г. переведён к Смоленской церкви с Полубояринова Коломенского уезда. В 1875 г. — в с. Спас-Торбеево.
Его сын Александр был псаломщиком в храме с. Рахманиново Дмитровского уезда, другой сын Алексей (род. 1873 г.) в 1891 г. окончил Дмитровское Духовное училище и в 1896 г. Вифанскую семинарию, был священником на Погосте Никитском Богородского уезда. Дьяконом в Спасском храме с. Спас-Торбеево в это же время был брат о. Михаила, Мефодий Виноградов (его сын Николай, род. 1869, в 1885 г. окончил Дмитровское Духовное училище и в 1892 г. Вифанскую семинарию). Отец Михаил Виноградов вышел за штат и передал приход зятю, священнику Сергею Ивановичу Миловидову (в 1899, его 31 год, ум. ранее 1913). Он родился во Владимирской губернии, в семье духовного звания. В 1889 г. окончил Вифанскую семинарию с аттестатом 2 разряда. В 1892 г. состоял законоучителем в местной церковно-приходской школе, с 1896 по 1899 г. законоучитель в Торбеевской школе грамоты, преподавал безвозмездно и школу разместил в собственном доме. У о. Сергия и его жены Елизаветы Михайловны, дочери служившего в Спасской церкви о. Михаила Виноградова, трое детей: Виктор, Владимир и Мария. Его сын Виктор Сергеевич Миловидов (род. 1892), в 1907 г. окончил Перервинской Духовное училище и в 1913 г. Московскую Духовную семинарию.
В 1938 году последний священнослужитель храма, игумен Епифаний, (в миру Авдеев Захар Филлипович; 1868—1938), бывший насельник Троице-Сергиевой Лавры, был арестован по обвинению в принадлежности к контрреволюционной церковно-монархистской группе и расстрелян на полигоне в Бутово 14 февраля 1938 г.

## Селище Спас-Торбеево
Согласно археологическим данным на полях, которые принадлежали местному колхозу находятся древние селища.

## Советское время
В 1920-е годы нашлись люди, бесчинствовавшие в имении С. С. Урусова. Барский дом, храм и фамильная усыпальница Урусовых (в подклети церкви) были осквернены. Из церкви изъяли три серебряных евхаристических набора и шесть серебряных напрестольных крестов. Храм закрыли, а после войны он был разграблен.
В главном доме устроили клуб, затем мастерские и позднее — школу для младших классов. Дети из близлежащих деревень ходили в Спас-Торбеево получать свои первые знания. Архив и богатейшую библиотеку расхитили.
Настоящей трагедией для всего имения стали 1960-е годы, когда школу закрыли и на этой территории было решено разбить пионерский детский оздоровительный лагерь «Рассвет» 2-го Московского часового завода. Все постройки были уничтожены, церковь, по счастью, пощадили, но использовалась как склад и столовая, в подклети хранилось мясо. Потом подклет засыпали, стены интерьера и фасад были осквернены различными надписями.
С 1970-х гг. храм был полностью заброшен, лишён кровли, обезображен надписями, в нём провалился пол, своды проросли лесом.

## Настоящее время
29 августа 1991 года во время престольного праздника у стен храма был совершён первый молебен.
Несколько лет храм был в ведении отца Игоря. В это время был восстановлен пол в центральном нефе, вставлены окна, расчищена территория.
В 2000-х гг. настоятелем храма стал отец Андрей (Крашенниников). С этого момента началась активная реставрация храма.
В 2002—2003 г. в центральном нефе была заделана дыра в полу. Началась работа по восстановлению крыши и фасада.
С 2006 по 2008 гг. велись работы по расчистке нижнего храма-усыпальницы. Были найдены человеческие останки, очевидно, принадлежавшие самому С. С. Урусову и его семье.
В 2008—2009 гг. был оштукатурен и покрашен фасад, восстановлен интерьер, ограда вокруг храма, прорыты отводные каналы. Каждую субботу ведётся литургия.
В 2009 году, в Престольный праздник, Божественную Литургию совершал благочинный Сергиево-Посадского церковного округа игумен Иоанн (Самойлов) в сослужении настоятеля протоиерея Андрея Крашенинникова.
В августе 2010 г. на месте старого деревянного храма (на территории кладбища) установлен крест.